# Пожарное дело
Пожа́рное де́ло — ежемесячный журнал, освещающий вопросы пожарного дела в России.

## История
Первый номер журнала «Пожарное дело» вышел в июле 1894 года. Первым издателем и редактором журнала был Князь Александр Дмитриевич Львов, который в 1894 году стал председателем Российского пожарного общества. Он был редактором журнала до мая 1919 года, когда коллегия Пожарно-страхового отдела ВСНХ приняло решение прекратить деятельность Всероссийского пожарного общества и закрыть журнал.
На 15 марта 1908 год (Пятнадцатый год издания) журнал назывался — «Пожарное дело» Научно-популярный иллюстрированный журнал. Орган пожарно-страхового дела в России. Издание Императорского Российского Пожарного Общества состоящего под августейшим председательством Его Императорского Высочества Великого Князя Владимира Александровича.
В журнале публиковались: И. Генкен, А. Кривошеев, И. Крутихин, В. Грачев, Стволовой, Шмид, Николай Слободкин, автор под именем Э. Был опубликован Пожарный календарь, в котором указывались даты образований пожарных обществ и даже сельских пожарных команд, дружин, артелей. 
Выходил журнал один раз в две недели. Подписная цена: На 1 год с доставкой и пересылкой была 4 рубля. Контора и редакция журнала находились в Санкт-Петербурге, Миллионная улица, 25. 
Журнал печатался в типографии И. Флейтмана, Санкт-Петербург, Казанская улица, дом 45.
В январе 1925 г. по инициативе начальника Центрального пожарного отдела ГУКХ НКВД РСФСР К. М. Яичкова вышел первый номер журнала «Пожарное дело». С мая 1933 г. до июня 1942 г. журнал назывался «Пожарная техника». В связи с войной выпуск журнала прекратился аж до 1955 года. С этого времени он стал издаваться как орган ГУПО МВД СССР.
В 1960 году 6-й (50-й) год издания журнал позиционировался как ежемесячный журнал МВД РСФСР. Адрес редакции был по адресу: Москва, К-9, улица Огарёва, 4. Стоимость за 1 номер — 3 рубля. Печатался в типографии «Гудок», Москва, улица Станкевича, 7. (Возможно, что был журнал и МВД СССР). 
В конце 60-х годов стал вполне современным периодическим изданием, тираж которого приблизился к 200 тыс. экземпляров. Главным редактором журнала в то время был И. С. Федосеев. Во всех республиканских и областных УПО-ОПО были созданы корреспондентские пункты и посты журнала.
С 1992 г. по 1993 г. журнал назывался «Пожарное дело: Чрезвычайная ситуация». В 1998 г. главным редактором журнала был назначен академик Академии права и государственности полковник внутренней службы В.И. Бусыгин. В 2007 году журнал «Пожарное дело» вышел в форме электронного средства массовой информации.

## Главные редакторы
- 1894—1919 гг. — Князь Александр Дмитриевич Львов[2][1]
- 1955 г. — Николай Александрович Тарасов-Агалаков
- 1960 г. — Д. М. Аносов, ответственный редактор[3]
- конец 1960-х — Игорь Степанович Федосеев[1]
- до июня 1998 г. — Владимир Павлович Карпов[1]
- 1998 г. — Валерий Иванович Бусыгин[1]
- 2014 г. — Алексей Петрович Давыдов[источник не указан 3467 дней]
- 2016 г. — Алексей Жегулин[4]
- 2017 г. — Алексей Лежнин[4]
- 2019 по н/вр. - Елена Вячеславовна Данченко.